# Mammea neurophylla
Mammea neurophylla är en tvåhjärtbladig växtart som först beskrevs av Schlechter, och fick sitt nu gällande namn av Kostermans. Mammea neurophylla ingår i släktet Mammea och familjen Calophyllaceae. Inga underarter finns listade i Catalogue of Life.